# Elwood (New York)
Pour les articles homonymes, voir Elwood.
Elwood est une census-designated place du comté de Suffolk, dans l'État de New York, aux États-Unis,. En 2020, elle compte une population de 11 426 habitants.